# Richtpfahl (Bauwesen)
Im Bauwesen hat der Richtpfahl die Aufgabe für Stützkonstruktionen Möglichkeiten zur Verankerung zu bieten. Sie sind meistens die ersten dafür beanspruchten Bauteile bei der Errichtung von Hilfsbauwerken (Grundbau). 
Der Richtpfahl wird im Boden befestigt. Die Verankerungen sind entweder fest oder verstellbar zum Beispiel mit Schellen. Das gilt für den Richtpfahl, wenn  er in Form eines Teleskoprohr geformt ist. Manche Pfähle haben zur Gründung eine Bodenhülse. Des Weiteren setzt man sogenannte Haupt- oder Richtpfähle bei einer längeren Spundwand ein, damit diese einen sicheren Halt bekommt.

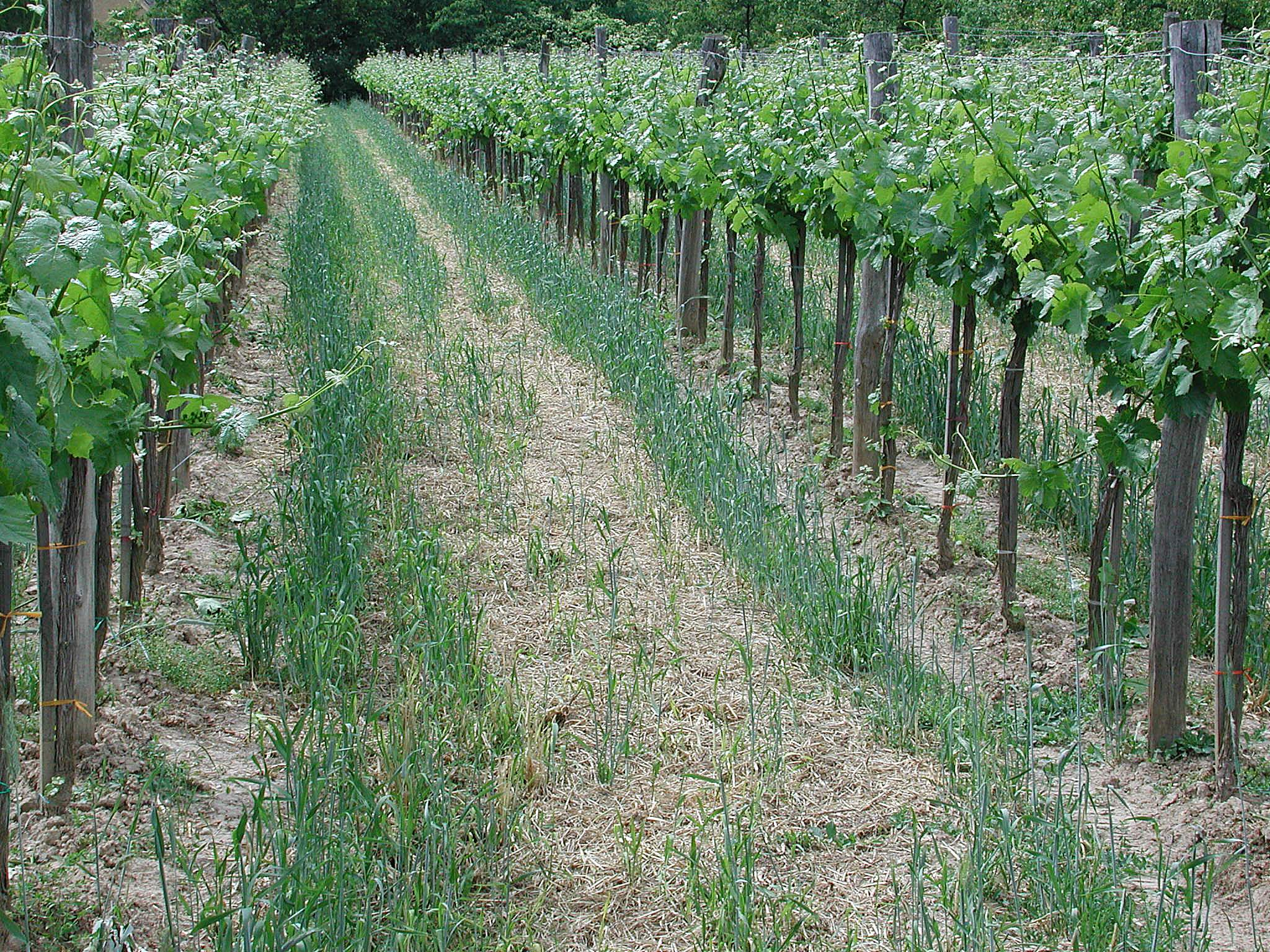
Weinpflanzen am Richtpfahl

Der Richtpfahl kommt auch beim  Setzen junger Bäume, sogenannter Hochstammbäume (ab Stammhöhe 1,80 m), im Garten- und Wegebau wie auch im Weinbau zur Anwendung. Dabei hat dieser die Aufgabe das Wachstum des Stammes in der gewünschten Richtung zu beeinflussen.